# Puchar Polski w piłce siatkowej mężczyzn (2017/2018)
Puchar Polski w piłce siatkowej mężczyzn 2017/2018 – 61. sezon rozgrywek o siatkarski Puchar Polski odbywający się od 1932 roku.

## System rozgrywek
Rozgrywki o Puchar Polski rozgrywane były na dwóch szczeblach: wojewódzkim i centralnym.
Rozgrywki na szczeblu wojewódzkim odbyły się w maju i czerwcu 2017 roku. Brały w nich udział zespoły grające w ligach niższych od II ligi.
Zawody na szczeblu centralnym rozgrywane były systemem pucharowym. Składały się one z pięciu rund wstępnych, ćwierćfinałów oraz turnieju finałowego.
W 1. rundzie grali zwycięzcy rozgrywek wojewódzkich oraz zespoły rywalizujące w II lidze, które zgłosiły się do udziału w Pucharze Polski. W 2. rundzie grali zwycięzcy z 1. rundy według drabinki 
rozgrywek. W 3. rundzie uczestniczyły 4 zespoły, które awansowały z II rundy oraz 12 zespołów z I ligi. Rozgrywki w 4. i 5. rundzie odbywały się według drabinki turniejowej.
W ćwierćfinałach zagrały 2 zespoły, które awansowały z 5. rundy oraz 6 najlepszych zespołów po zakończeniu pierwszej rundy fazy zasadniczej PlusLigi w sezonie 2017/2018 (pozostałe drużyny PlusLigi nie uczestniczyły w rozgrywkach o Puchar Polski). Zespoły PlusLigi z miejsc 1-4 po pierwszej rundzie fazy zasadniczej zostały rozstawione. W drodze losowania powstały pary meczowe. Gospodarzami spotkań ćwierćfinałowych były zespoły z niższych klas rozgrywkowych albo zespoły wyżej sklasyfikowane po pierwszej rundzie fazy zasadniczej PlusLigi. Zwycięzcy meczów awansowały do turnieju finałowego.
W ramach turnieju finałowego rozegrano półfinały oraz finał.

## Drużyny uczestniczące
| PlusLiga 6 drużyn      |
| ---------------------- |
| Asseco Resovia Rzeszów |
| Jastrzębski Węgiel     |
| Onico Warszawa         |
| PGE Skra Bełchatów     |
| Trefl Gdańsk           |
| ZAKSA Kędzierzyn-Koźle |

| I liga 11 drużyn                 |
| -------------------------------- |
| Ślepsk Suwałki                   |
| Stal AZS PWSZ Nysa               |
| KPS Siedlce                      |
| AZS AGH Kraków                   |
| Krispol Września                 |
| Aqua Zdrój Wałbrzych             |
| SMS PZPS Spała                   |
| Exact Systems Norwid Częstochowa |
| AZS Częstochowa                  |
| TSV Sanok                        |
| Lechia Tomaszów Mazowiecki       |

| II liga 13 drużyn      |
| ---------------------- |
| BBTS II Bielsko-Biała  |
| TKS Auto Partner Tychy |
| Stal Grudziądz         |
| RCS Radom              |
| Kęczanin Kęty          |
| KKS Kozienice          |
| SMS PZPS II Spała      |
| Energa Net Ostrołęka   |
| MKS Andrychów          |
| SPS Chrobry Głogów     |
| SPS Konspol Słupca     |
| SKS Murowana Goślina   |
| MOS Wola Warszawa      |

## Rozgrywki

### 1. runda
SKS Murowana Goślina, MOS Wola Warszawa, SPS Chrobry Głogów, SPS Konspol Słupca mają wolny los
| Data       | Drużyna 1              | Wynik | Drużyna 2             | Sety                             |
| ---------- | ---------------------- | ----- | --------------------- | -------------------------------- |
| 23.09.2017 | TKS Auto Partner Tychy | 3:1   | BBTS II Bielsko.Biała | 25:19, 25:22, 17:25, 27:25       |
| 28.09.2017 | RCS Radom              | 3:2   | Stal Grudziądz        | 25:23, 22:25, 25:17, 29:31, 15:9 |
| 23.09.2017 | Kęczanin Kęty          | 3:1   | KKS Kozienice         | 24:26, 25:19, 25:17, 25:16       |
| 23.09.2017 | SMS PZPS II Spała      | 3:0   | Energa Net Ostrołęka  | 25:22, 25:18, 25:21              |

### 2. runda
| Data       | Drużyna 1            | Wynik | Drużyna 2              | Sety                       |
| ---------- | -------------------- | ----- | ---------------------- | -------------------------- |
| 18.10.2017 | RCS Radom            | 3:1   | TKS Auto Partner Tychy | 22:25, 25:23, 25:22, 25:23 |
| 18.10.2017 | SKS Murowana Goślina | 0:3   | SPS Konspol Słupca     | SKS wycofał się z PP       |
| 18.10.2017 | SPS Chrobry Głogów   | 3:0   | MOS Wola Warszawa      | 25:19, 25:10, 25:16        |
| 18.10.2017 | Kęczanin Kęty        | 3:0   | SMS PZPS II Spała      | 25:18, 25:22, 25:22        |

### 3. runda
| Data       | Drużyna 1               | Wynik | Drużyna 2            | Sety                       |
| ---------- | ----------------------- | ----- | -------------------- | -------------------------- |
| 08.11.2017 | SPS Konspol Słupca      | 0:3   | AZS PWSZ Stal Nysa   | 13:25, 11:25, 13:25        |
| 08.11.2017 | SPS Chrobry Głogów      | 3:0   | KPS Siedlce          | 25:10, 25:23, 25:23        |
| 12.11.2017 | AZS AGH Kraków          | 1:3   | Ślepsk Suwałki       | 25:19, 23:25, 21:25, 9:25  |
| 08.11.2017 | KS Lechia Tomaszów Maz. | 3:1   | Olimpia Sulęcin      | 20:25, 25:19, 25:22, 25:22 |
| 08.11.2017 | TSV Sanok               | 3:0   | AZS Częstochowa      | 25:19, 25:23, 25:21        |
| 08.11.2017 | Kęczanin Kęty           | 0:3   | Aqua Zdrój Wałbrzych | 23:25, 12:25, 21:25        |
| 08.11.2017 | SMS PZPS Spała          | 1:3   | Norwid Częstochowa   | 20:25, 25:20, 21:25, 15:25 |
| 08.11.2017 | RCS Radom               | 1:3   | Krispol Września     | 24:26, 14:25, 25:23, 19:25 |

### 4. runda
| Data       | Drużyna 1               | Wynik | Drużyna 2          | Sety                              |
| ---------- | ----------------------- | ----- | ------------------ | --------------------------------- |
| 22.11.2017 | SPS Chrobry Głogów      | 0:3   | AZS PWSZ Stal Nysa | 22:25, 19:25, 21:25               |
| 22.11.2017 | KS Lechia Tomaszów Maz. | 3:2   | Ślepsk Suwałki     | 25:17, 25:18, 22:25, 22:25, 18:16 |
| 22.11.2017 | Aqua Zdrój Wałbrzych    | 3:0   | TSV Sanok          | 26:24, 25:21, 25:21               |
| 22.11.2017 | Norwid Częstochowa      | 0:3   | Krispol Września   | 21:25, 22:25, 16:25               |

### 5. runda
| Data       | Drużyna 1               | Wynik | Drużyna 2          | Sety                       |
| ---------- | ----------------------- | ----- | ------------------ | -------------------------- |
| 20.12.2017 | KS Lechia Tomaszów Maz. | 1:3   | AZS PWSZ Stal Nysa | 21:25, 25:22, 22:25, 22:25 |
| 19.12.2017 | Aqua Zdrój Wałbrzych    | 0:3   | Krispol Września   | 23:25, 24:26, 18:25        |

### Ćwierćfinały
| Data       | Drużyna 1          | Wynik | Drużyna 2              | Sety                              |
| ---------- | ------------------ | ----- | ---------------------- | --------------------------------- |
| 10.01.2018 | Krispol Września   | 0:3   | ZAKSA Kędzierzyn-Koźle | 19:25, 16:25, 21:25               |
| 10.01.2018 | AZS PWSZ Stal Nysa | 0:3   | Trefl Gdańsk           | 19:25, 17:25, 24:26               |
| 10.01.2018 | ONICO Warszawa     | 3:2   | Jastrzębski Węgiel     | 25:23, 25:27, 16:25, 25:19, 15:13 |
| 10.01.2018 | PGE Skra Bełchatów | 3:0   | Asseco Resovia Rzeszów | 26:24, 25:20, 25:17               |

### Półfinał
| Data       | Drużyna 1              | Wynik | Drużyna 2          | Sety                       |
| ---------- | ---------------------- | ----- | ------------------ | -------------------------- |
| 27.01.2018 | ZAKSA Kędzierzyn-Koźle | 1:3   | Trefl Gdańsk       | 25:19, 23:25, 23:25, 23:25 |
| 27.01.2018 | ONICO Warszawa         | 0:3   | PGE Skra Bełchatów | 19:25, 19:25, 24:26        |

### Finał
| Data       | Drużyna 1    | Wynik | Drużyna 2          | Sety                |
| ---------- | ------------ | ----- | ------------------ | ------------------- |
| 28.01.2018 | Trefl Gdańsk | 3:0   | PGE Skra Bełchatów | 25:21, 25:22, 25:22 |